# Antoni Myśliwiec
Antoni Myśliwiec (ur. w 1950) – polski artysta fotograf. Członek rzeczywisty Okręgu Świętokrzyskiego Związku Polskich Artystów Fotografików. Członek Świętokrzyskiego Towarzystwa Fotograficznego.

## Życiorys
Antoni Myśliwiec związany ze świętokrzyskim środowiskiem fotograficznym – mieszka, pracuje, tworzy w Kielcach – fotografuje od 1974 roku (w zawodzie fotografa od 1979 –- Pracownia Fotografii Technicznej Politechniki Świętokrzyskiej w latach 1979–1981). W latach 1976–1978 należał do fotograficznej artystycznej grupy twórczej Grupa 10x10, funkcjonującej przy Kieleckiej Delegaturze Związku Polskich Artystów Fotografików. Miejsce szczególne w jego twórczości zajmuje fotografia abstrakcyjna, fotografia architektury, fotografia dokumentalna (m.in. dokumentacja dzieł sztuki – fotografia katalogowa), fotografia krajobrazowa, fotografia reportażowa. W latach 1985–1986 był specjalistą do spraw fotografii i wystaw w Domu Środowisk Twórczych w Kielcach. Od 1994 do 1997 był kuratorem Międzynarodowego Pleneru Fotograficznego ART EKO. W 2004 został instruktorem do spraw kultury i oświaty w kieleckim Domu Pomocy Społecznej. Jako fotograf współpracował z agencjami Viga-art i Nazar. 
Antoni Myśliwiec jest autorem, współautorem wielu wystaw fotograficznych w Polsce i za granicą; indywidualnych, zbiorowych, poplenerowych oraz pokonkursowych – na których otrzymał wiele akceptacji, nagród, wyróżnień, dyplomów, listów gratulacyjnych. W 1985 został przyjęty w poczet członków Okręgu Świętokrzyskiego Związku Polskich Artystów Fotografików (legitymacja nr 592), w którym od 1994 do 1997 pełnił funkcję prezesa Zarządu Okręgu Świętokrzyskiego ZPAF oraz w latach 2005–2011 funkcję członka Okręgowej Komisji Kwalifikacyjnej. 
Od 2009 opiekuje się sekcją fotograficzną Świętokrzyskiego Uniwersytetu Trzeciego Wieku oraz prowadzi zajęcia z fotografii dla dzieci i młodzieży z cyklu Mali odkrywcy – wielkie możliwości, organizowanego przez Biuro Wystaw Artystycznych w Kielcach. 
Antoni Myśliwiec za twórczość fotograficzną, pracę na rzecz fotografii oraz upowszechnianie i ochronę kultury został wielokrotnie uhonorowany – m.in. Dyplomem Honorowym Związku Polskich Artystów Fotografików, Nagrodą I stopnia Prezydenta Miasta Kielce (2016) oraz Listem Gratulacyjnym Prawosławnego Arcybiskupa Paisjusza. Fotografie Antoniego Myśliwca mają w swoich zbiorach m.in. Biuro Wystaw Artystycznych w Kielcach oraz Muzeum Historii Kielc.

## Odznaczenia
- Medal Okręgu Świętokrzyskiego ZPAF[7];

## Wybrane wystawy autorskie
- Fotografia – Dom Środowisk Twórczych (Kielce 1987);
- Fotografia – Klub Środowisk Twórczych (Opole 1987);
- Powtórka z krajobrazu – Flint (USA 1992);
- Drogi teatru – Dom Środowisk Twórczych (Kielce 1999);
- Teatr – Wildhaus (Szwajcaria 2005);
- Tajemnica cerkwi – Galeria Współczesnej Sztuki Sakralnej (Kielce 2010)[11];
- Iluzje i pejzaże – Muzeum Historii Kielc (2013/2014)[9];
- Światło ikony w fotografii Antoniego Myśliwca – Galeria Współczesnej Sztuki Sakralnej (Kielce 2019)[5];

Źródło.

## Wybrane wystawy zbiorowe
- Biennale Krajobrazu Polskiego (1977–2014);
- Doroczne Wystawy Fotograficzne Okręgu Świętokrzyskiego ZPAF (1986–2016);
- Fotografia – wystawa z okazji 40 lat ZPAF (Warszawa 1987);
- Warsztaty Gierałtowskie – Biuro Wystaw Artystycznych (Jelenia Góra 1989);
- ART EKO (1992–1997);
- Jubileuszowa wystawa 50 lat ZPAF (Warszawa 1997);
- Gdzie jesteśmy? – wystawa fotografii ZPAF (Warszawa 2005 i 2007);
- Wystawa Jubileuszowa 30 lat Okręgu Świętokrzyskiego ZPAF (Kielce 2008);
- Przedwiośnie – Biuro Wystaw Artystycznych (Kielce 2005–2018);

Źródło.